# 埃利亚斯·穆尼奥斯
埃利亚斯·穆尼奥斯（西班牙語：Elías Muñoz，1941年11月3日—），墨西哥男子足球运动员，司职前锋。他曾代表墨西哥国家队参加1966年国际足联世界杯，结果队伍止步小组赛阶段。